# 선박해양플랜트연구소
선박해양플랜트연구소는 선박해양플랜트 분야 원천기술개발, 응용 및 실용화 연구 등 종합 연구역량 수월성 확보를 통하여 국가 현안문제를 해결하고 국제 표준을 선도하는 창조적 연구수행을 위하여 설립된 대한민국 해양수산부 산하 한국해양과학기술원 부설기관이다. 대전광역시 유성구 유성대로 1312번길 32에 위치하고 있다.

## 연혁
- 1973년 10월 한국과학기술연구소 부설 선박연구소
- 1976년 11월 한국선박해양연구소
- 1978년 4월 한국선박연구소
- 1981년 1월 한국기계연구소 대덕선박분소
- 1989년 10월 한국기계연구소 부설 해사기술연구소
- 1999년 4월 선박해양공학연구센터
- 1999년 5월 한국해양연구소 선박해양공학분소
- 2001년 3월 한국해양연구원 해양시스템안전연구소
- 2012년 7월 한국해양과학기술원 선박해양플랜트연구소
- 2013년 10월 한국해양과학기술원 부설 선박해양플랜트연구소

## 주요 업무
- 공학 및 기반기술 개발과 융복합 실용화 연구
- 국가정책 수립 지원 및 국제규제대응 전략 개발
- 해양안전, 해양자원개발, 해양방위 등 공공복지기술 개발
- 국내외 학연산 프로그램의 개발 및 시행
- 국내외 관련 기관과의 대외협력 및 우수 전문인력 양성
- 기타 연구소 설치 목적에 부합되는 업무

## 조직
- 소장
- 감사부
- 선임연구부장
- 친환경운송연구본부
  - 선박성능시험연구실
- 해양플랜트연구부
  - 해양플랜트엔지니어링사업단
- 해양안전환경연구본부
- 해양시스템연구부
  - 수중로봇연구실
- 해양플랜트산업기술센터[3]
  - 해양CCS연구단
- 해수플랜트연구센터
- 기획부
  - 기획예산팀
  - 연구관리팀
  - 성과확산팀
- 행정부
  - 인재개발팀
  - 총무회계팀
  - 구매자산팀
- 미래전략실
  - 연구정책팀
  - 대외협력팀
  - 정보기술팀
- 인프라사업단
  - 건설팀
  - 시설팀

## 같이 보기
- 해양수산부
- 한국해양과학기술원
- 극지연구소
- 한국해양학위원회
- 해양환경관리공단
- 대우조선해양
- 한국선급
- 선박안전기술공단